# Trisetum lasiorhachis
Trisetum lasiorhachis är en gräsart som först beskrevs av Eduard Hackel, och fick sitt nu gällande namn av Elizabeth Edgar. Trisetum lasiorhachis ingår i släktet glanshavren, och familjen gräs. Inga underarter finns listade i Catalogue of Life.